# Sampo

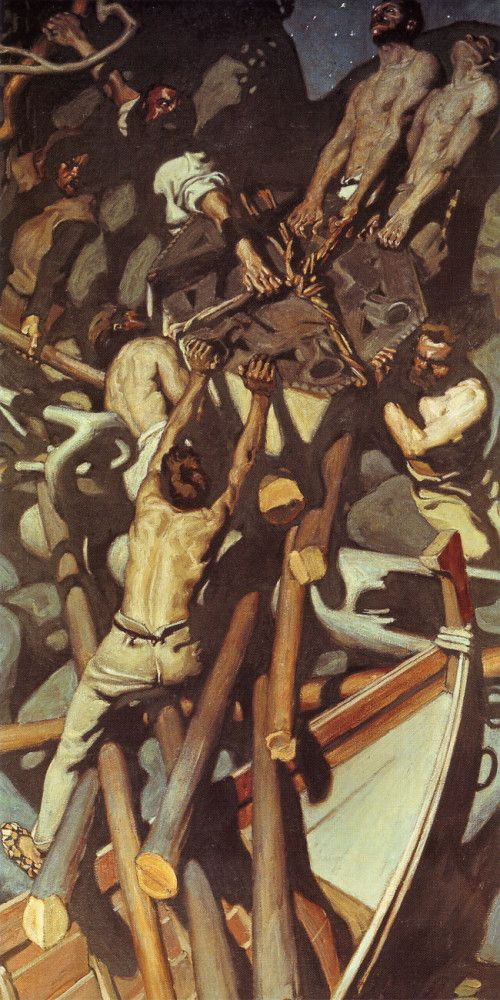
El robatori del Sampo, Akseli Gallen-Kallela, 1897

En la mitologia finesa, el Sampo és un dispositiu o objecte màgic descrit de moltes maneres diferents que va ser construït pel ferrer Ilmarinen i que va portar riquesa i bona fortuna al seu titular (semblant a la banya de l'abundància [cornucòpia] de la mitologia grega). Quan el Sampo va ser robat, la terra natal d'Ilmarinen va caure en temps difícils. Va enviar una expedició per recuperar-lo, però en la batalla posterior va ser destrossat i es va perdre al mar.

## Al Kalevala
El Sampo és un element fonamental de la trama del poema èpic finlandès Kalevala, compilat el 1835 (i ampliat el 1849) per Elias Lönnrot basat en la tradició oral finlandesa.
A la segona versió ampliada del poema, el Sampo és forjat per Ilmarinen, un ferrer llegendari, per complir una tasca que li va imposar la reina bruixa de Pohjola, Louhi, a canvi de la mà de la seva filla.
"Ilmarinen, digne germà,
Tu l'únic ferrer hàbil,
Vés a veure la seva meravellosa bellesa,
Mira els seus vestits d'or i plata,
Mira-la vestida amb els millors vestits,
Mira-la asseguda a l'arc de Sant Martí,
Caminant pels núvols de color porpra.
Forja per a ella el màgic Sampo,
Forja la tapa en molts colors,
La teva recompensa serà la verge,
Guanyaràs aquesta núvia de bellesa;
Vés i porta la donzella encantadora
A casa teva a Kalevala."
- Ilmarinen Forja el Sampo, Berndt Godenhjelm, S. XIX
- La Forja del Sampo, Väinö Blomstedt, 1897
- La Forja del Sampo, Akseli Gallen-Kallela, 1893
- La Forja del Sampo, Joseph Alanen, 1910–1911
- La Forja del Sampo, fresc al Museu Nacional de Finlàndia, Akseli Gallen-Kallela, 1928

Ilmarinen treballa durant molts dies en una poderosa forja fins que finalment aconsegueix crear el Sampo:
Per una banda la farina està triturant,
En un altre s'està fent sal,
En un terç és la forja de diners,
I la tapa és de molts colors.
Bé, el Sampo tritura quan s'ha acabat,
D'anada i tornada la tapa es balanceja,
Tritura una mesura a l'alba,
Tritura una mesura apta per menjar,
Mol un segon per al mercat,
Tritura un tercer per al magatzem.
Més tard, Louhi roba el Sampo, i després Ilmarinen i Väinämöinen entren en secret a la seva fortalesa i el recuperen. Louhi els persegueix i combat contra Väinämöinen. En la lluita, Louhi és vençut però el Sampo és destruït.
- La recuperació del Sampo, que mostra a Lemminkäinen llaurant les seves arrels amb un toro. Mosaic de Veikko Aaltona, 1940
- El robatori del Sampo, Väinö Blomstedt, 1897
- La defensa del Sampo, Akseli Gallen-Kallela, 1896
- Ballesters defensant el Sampo, pintura al pastel d'Akseli Gallen-Kallela, principis del S. XX
- La defensa del Sampo, Joseph Alanen, 1910–1912

## Interpretació
El Sampo ha estat interpretat de moltes maneres: un pilar del món o arbre del món, una brúixola o astrolabi, un cofre que conté un tresor, un encuny de moneda romana d'Orient, un escut de l'era Vendel decorat, una relíquia cristiana, etc. Al Kalevala, el compilador Lönnrot va interpretar que era un quern o molí d'alguna mena que feia farina, sal i or amb l'aire. La hipòtesi del pilar/arbre mundial va ser argumentada per figures com el teòsof Pekka Ervast, l'historiador de les religions Uno Harva i el lingüista Eemil Nestor Setälä a principis del segle xx.
Segons l'arqueòloga Elena Kuz'mina, el mite del molí de Sampo prové de l'indoeuropeu skambhá (suport, pilar, columna) i va ser manllevat en ugrofinès. A l' Atharvaveda, el 'skambhá' és una criatura que suporta l'univers, anàloga a l'Arbre del món ; s'ha afirmat que el Sampo és l'equivalent finlandès de l'arbre del món.

## Dispositius similars
Als sistemes de classificació Aarne-Thompson dels contes populars, el tipus de conte 565 es refereix a un molí màgic que produeix contínuament menjar o sal. Alguns exemples inclouen Per què el mar és sal (Noruega, basat en el poema Grottasöngr), farinetes dolces (germànic) i La mare de l'aigua (xinès). Aquests aparells s'han inclòs en contes moderns com Strega Nona (1975, llibre infantil). Les variants del tema amb un conte d'advertència i una relació alumne-mestre inclouen El mestre i el seu alumne (anglès) i el poema de Goethe de 1797 L'aprenent de bruixot.
La cornucòpia de la mitologia grega també produeix béns infinits, i algunes versions del mite del Grial emfatitzen com el Grial crea aliments i béns.
El conte popular japonès Shiofuki usu parla d'una pedra de mòlta que es podria utilitzar per crear qualsevol cosa. Com Sampo, també es va perdre al mar, molint sal sense parar.
El Mahabharatha parla de l'Akshaya Patra, un recipient o bol capaç de crear aliments. En va deixar de proporcionar al final del dia quan la senyora de la casa va fer el seu últim àpat. De la mateixa manera, en el mite irlandès, el Cauldron of the Dagda (coire ansic o "caldero no sec") era un vaixell màgic que satisfà qualsevol nombre de persones.

## Influències
- La pel·lícula soviètica-finlandesa Sampo de 1959 es basa en la història.
- La sèrie de televisió finlandesa Rauta-aika (The Iron Age, 1982), basada en el Kalevala, té una seqüència ampliada on Ilmarinen i els seus ferrers construeixen el Sampo, que és una moneda romana d'Orient.
- A La recerca de Kalevala, una història de l'ànec Donald de la dibuixant de Disney Don Rosa basada en el Kalevala, l'Oncle Garrepa, l'ànec Donald i Jaumet, Jordinet i Joanet viatgen a Finlàndia per intentar revelar la ubicació de les restes del Sampo, una màquina mítica que pot produir or.[6]
- El 1933, el paleontòleg Armin Aleksander Öpik va nomenar un gènere de braquiòpodes fòssils Sampo.[7]
- L'asteroide (2091) Sampo rep el nom de l'artefacte.
- La banda finlandesa de heavy metal Amorphis té una cançó anomenada Sampo al seu àlbum de 2009 Skyforger.
- La banda finlandesa de power metal simfònic Amberian Dawn té una cançó anomenada Sampo al seu àlbum del 2010 End of Eden.
- El Grup de Computació Semàntica de la Universitat d'Aalto ha utilitzat Sampo com a nom genèric per als seus serveis web de patrimoni cultural, el més recentment BiographySampo (2018).[8]
- L'episodi 422 de Mystery Science Theatre 3000 inclou la pel·lícula finlandesa de 1959 The Day The Earth Froze, on la bruixa Louhi passa la major part de la pel·lícula intentant fer un sampo i els personatges de MST es passen el temps preguntant-se què és.
- El videojoc roguelike finlandès del 2020 "Noita" inclou referències a la mitologia finesa i les curses s'acaben utilitzant un element que es pot anomenar com el Sampo i s'hi assembla.